# بیدار شو مرد مرده
بیدار شو مرد مرده: یک چاقوکشی اسرارآمیز (انگلیسی: Wake Up Dead Man: A Knives Out Mystery) یک فیلم معمایی آمریکایی به نویسندگی و کارگردانی ریان جانسن است. این فیلم دنبالهٔ غیرمستقیم گلس آنین: یک چاقوکشی اسرارآمیز (۲۰۲۲) و سومین قسمت کلی از مجموعه فیلم چاقوکشی به‌شمار می‌رود. دنیل کریگ بار دیگر نقش کارآگاه بنویت بلانک را بازی می‌کند. گروه بازیگران شامل جاش اوکانر، گلن کلوز، جاش برولین، میلا کونیس، جرمی رنر، کری واشینگتن، اندرو اسکات، کیلی اسپینی، داریل مک‌کورمک و توماس هیدن چرچ می‌شوند.

## بازیگران
- دنیل کریگ در نقش بنویت بلانک، کارآگاه/بازپرس خصوصی
- جاش اوکانر
- گلن کلوز
- جاش برولین در نقش پدر فرانک
- میلا کونیس در نقش جی اسکات، رئیس پلیس
- جرمی رنر
- کری واشینگتن
- اندرو اسکات
- کیلی اسپینی
- داریل مک‌کورمک
- توماس هیدن چرچ

## تولید

### توسعه
پیش از پخش فیلم چاقوکشی (۲۰۱۹)، ریان جانسن گفت که می‌خواهد دنباله‌هایی را با حضور کارآگاه بنویت بلانک در حال بررسی اسرار بیشتر بسازد و از قبل ایده‌ای برای فیلم جدید داشت. در ۳۱ مارس ۲۰۲۱ گزارش شد که نتفلیکس حقوق دو دنباله چاقوکشی را به مبلغ بیش از ۴۰۰ میلیون دلار خریداری کرده است. 

### نوشتن
در ژوئن ۲۰۲۲، جانسن اعلام کرد که چاقوکشی ۳ عنوان کاری است و قصدش این است که هر فیلم یک عنوان مجزا داشته باشد و از آثار آگاتا کریستی به عنوان عوامل الهام‌بخش برای فیلم‌ها و عناوین جداگانه نام برد. در نوامبر ۲۰۲۲ جانسن گفت که در حال آماده‌سازی برای نوشتن فیلم سوم است. تا ژانویه ۲۰۲۳، جانسن تأیید کرد که نوشتن فیلمنامه سومین فیلم را آغاز کرده است و اظهار داشت که این فیلم از نظر لحن و موضوع با قسمت‌های قبلی متفاوت خواهد بود. جانسن بعداً اظهار داشت که اگرچه نام فرعی یک چاقوکشی اسرارآمیز را برای قسمت قبلی انتخاب کرده است، اما می‌خواهد نام مجموعه را تغییر دهد و A Benoit Blanc Mystery را به‌عنوان نام فرعی به قسمت‌های بعدی اضافه کند.
در اکتبر ۲۰۲۳، پس از حکم قطعی اعتصاب انجمن نویسندگان آمریکا در سال ۲۰۲۳، جانسن اعلام کرد که کار بر روی فیلمنامه فیلم سوم را آغاز کرده است. این فیلم‌ساز گفت که زمینهٔ داستانی را در ذهن دارد و می‌تواند دوباره شروع به نوشتن کند.

### گزینش بازیگران
انتظار می‌رفت که دنیل کریگ نقش خود را در اوایل ساخت فیلم بازی کند. او تأیید کرد که علاقه‌مند به بازگشت در این پروژه است. کریگ ۱۰۰ میلیون دلار برای مشارکت در دو دنباله چاقوکشی دریافت کرد. در می ۲۰۲۴، جاش اوکانر، کیلی اسپانی، اندرو اسکات، کری واشینگتن، گلن کلوز، جرمی رنر، میلا کونیس و داریل مک کورمک به بازیگران اصلی پیوستند. ماه بعد، جاش برولین و توماس هیدن چرچ به بازیگران پیوستند.

### فیلمبرداری
مانند دو فیلم قبلی، استیو یدلین و نیتان جانسن به ترتیب به عنوان فیلمبردار و آهنگساز بازگشتند. تصویربرداری اصلی در ۱۰ ژوئن ۲۰۲۴ در لندن آغاز شد. در ۱۹ ژوئن ۲۰۲۴، گلن کلوز اعلام کرد که به شدت تحت تأثیر کووید-۱۹ و ویروس سین‌سیشیال تنفسی قرار گرفته است، که در این زمان فقط می‌توانست در دو روز مراحل فیلمبرداری شرکت کند.

## پخش
انتظار می‌رود که بیدار شو مرد مرده: یک چاقوکشی اسرارآمیز در سال ۲۰۲۵ از طریق نتفلیکس پخش شود.

## آینده
در سپتامبر ۲۰۲۲، جانسن تأیید کرد که قصد دارد فیلم‌های بیشتری در این مجموعه را بسازد. بعداً در همان ماه کریگ و جانسن جداگانه گفتند که تا زمانی که هر دو با هم همکاری داشته باشند، به ساخت فیلم‌های بیشتر ادامه خواهند داد.